# Brusand Station
Brusand Station (Brusand stasjon) er en jernbanestation på Jærbanen, en del af Sørlandsbanen, der ligger i bygden Brusand i Hå kommune i Norge. Den består af to spor med to perroner. Stationsbygningen er opført i træ i 1919 efter tegninger af Jens Flor. Stationen ligger med udsigt over indsøen Bjårvatnet.
Stationen åbnede som holdeplads 13. december 1879, året efter åbningen af Jærbanen. Oprindeligt hed den Bru-Bro, men den skiftede navn til Bru omkring 1894 og til Brusand 1. januar 1922. Omkring 1911 blev den opgraderet til station, men 1. juli 1926 blev den atter nedgraderet til holdeplads. Den blev gjort ubemandet 1. juli 1965.